# Мастер Теодорих
Мастер Теодорих, Теодерик (Теодорик,) из Праги (нем. Meister Theoderich, Meister Theoderich, Theoderich von Prag, Theodorich, Dittrich, Detrich, Jetrich, лат. Magister Theodoricus) (активен с 1360-х гг. — ум. ок. 1381) — чешский художник, работавший  в Праге в 1340—1370-х годах при дворе императора Карла IV, первый богемский художник, имя которого сохранилось и может быть связано с конкретными произведениями.
Сведений о его жизни сохранилось мало, в 1348 году упоминается как «первый мастер» пражского цеха художников.

## Произведение
- Убранство капеллы Св. Креста в замке Карлштейн, загородной императорской резиденции близ Праги (освящена в 1357):
  - живописное оформление
  - архитектурный декор

В число этого убранства входят погрудные образы святых и отцов церкви (129 шт.), своего рода «сакральные портреты»
- Церковь Богоматери в Карлштейне на тему жития св. Вацлава (в худшей сохранности).

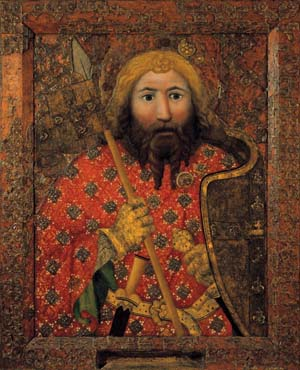